# Lupe Vélez
Lupe Vélez, egentligen María Guadalupe Vélez de Villalobos, född 18 juli 1908 i San Luis Potosí, död 13 december 1944 i Beverly Hillsi Los Angeles, var en mexikansk-amerikansk skådespelerska.

## Biografi
Lupe Vélez fick sin skolutbildning vid en klosterskola i San Antonio i Texas. Hon dansade på scen i Mexiko och i nattklubbsrevyer i Hollywood innan filmdebuten 1926. Året därpå fick hon sitt genombrott som Douglas Fairbanks hetlevrade kvinna i De laglösas hövding. Hon fortsatte sedan i förföriska, temperamentsfulla roller i en rad filmer. Under 1940-talet spelade hon mot Leon Errol i en serie komedifilmer, Mexican Spitfire.
Privat var hon lika hetsig och impulsiv som i sina filmroller. Hon hade en romans med Gary Cooper men han lämnade henne och hon gifte sig 1933 med Johnny Weissmüller. Deras offentliga gräl fick stort utrymme i skvallerpressen och de skilde sig 1939. Vélez hade sedan flera olyckliga kärleksaffärer. Hon blev gravid, men fadern till barnet vägrade att gifta sig med henne och Vélez ville inte göra abort på grund av sin katolska tro. Hon begick självmord genom att ta en burk sömntabletter strax efter ett möte med sin hårfrisörska och sminkör.

## Filmografi (i urval)
- Sailors, Beware! (1927)
- De laglösas hövding (1927)
- Lady of the Pavements (1929)
- Stormen (1930)
- The Squaw Man (1931)
- Vårflugan (1934)
- Hot Pepper (1933)
- Gypsy Melody (1936)
- The Girl From Mexico (1939)
- Mexican Spitfire (1940)
- Honolulu Lu (1941)
- Nana (1944)